# Romidepsină
Romidepsina este un agent chimioterapic utilizat în tratamentul limfomului cu celule T, cutanat sau periferic. Calea de administrare disponibilă este cea intravenoasă.